# Гендель, Эммануил Менделевич
Эммануи́л Ме́нделевич (Матве́евич) Ге́ндель (7 (20) января 1903, Двинск, Витебская губерния — 1992, Москва) — советский инженер-строитель, крупнейший специалист по передвижке и выпрямлению зданий, технолог реставрационных работ. Известен работами по передвижке зданий на улице Горького в Москве, выпрямлению минаретов в Самарканде и колоколен в Ярославле и Больших Вязёмах. Профессор (1973), Заслуженный деятель науки и техники РСФСР (1973).

## Биография
Родился 7 (20) января 1903 года в Двинске (ныне Даугавпилс, Латвия), в семье Менделя Лейзеровича Генделя и Двейры-Леи Абрамовны Голанд (Голианд), уроженцев местечка Поставы. У него были старший брат Залман-Ошер (1898) и младший брат Гирш (1908).
В 1928 году окончил МВТУ им. Баумана со званием инженер-строитель. В 1929—1930 годах под его руководством осуществлялась подводка фундаментов под деформированное здание «Электробанк» на Неглинной улице. Руководил забивкой железобетонных свай для строительства здания газеты «Индустриализация» на Цветном бульваре. Для забивки свай в мёрзлый грунт впервые в СССР применил спроектированную им паровую иглу.
В 1931 году перешёл на работу в Метрострой. Одновременно преподавал в МИИТе, читал курс лекций по основаниям и фундаментам. В 1933 году стал начальником и главным инженером конторы по передвижке зданий Моссовета, с 1937 года — главный инженер треста.
Принимал участие в Великой Отечественной войне. Служил в звании инженер-капитана. Был помощником командира батальона по технической части.
С 1944 по 1946 год работал на Украине, занимался восстановлением разрушенных в войну мостов и зданий. С 1948 года на научной работе в НИИ по строительству и в НИИ — гражданстрое. С 1967 года — заведующий кафедрой «Основания, фундаменты и механика грунтов» в Самаркандском архитектурно-строительном институте.
Кандидат технических наук. Член Союза архитекторов СССР с 1960 года. Член методического совета по охране памятников Министерства культуры СССР и совета по охране памятников Московской организации Союза архитекторов.
Умер в 1992 году в Москве. Похоронен на Калитниковском кладбище.

## Работы Генделя

### Метрополитен
- В 1933—1936 — начальник участка Метростроя по подведению фундаментов. Руководил укреплением фундаментов зданий вблизи линий метро.
- 1960-е — инженер-проектировщик, станция ВДНХ.

### Передвижка зданий
- 1935 — передвижка подстанции массой 320 тонн с Тверской на 2-ю Брестскую улицу (не сохранилась)
- с 1936 — главный инженер московского треста по передвижке и разборке зданий, передвинувшего только на улице Горького (Тверской) 26 зданий.
- 1937 — передвижка пятиэтажного жилого дома N 77 по Садовнической улице в связи с перемещением трассы Садового кольца при строительстве Большого Краснохолмского моста. 88-метровый корпус, перемещённый без отселения людей, сохранился частично — угловые секции дома уничтожены взрывом бытового газа в 1967 году
- 1939 — передвижка памятника архитектуры — Саввинского подворья вглубь квартала по Тверской без отселения жильцов. Здание массой в 23 тысячи тонн (крупнейшее в мировой практике) было перемещено без отселения жильцов за одну ночь
- 1940 — передвижка памятника архитектуры — здания Моссовета — вглубь квартала по Тверской
- 1940 — передвижка памятника архитектуры — Глазной больницы — с Тверской в Мамоновский переулок. Сложнейшая операция с разворотом здания и надвижкой на заранее построенный первый этаж
- 1941 — передвижки зданий на Тверской
- 1958 — передвижка пятиэтажных зданий на Комсомольском проспекте
- 1975 — передвижка памятника архитектуры — павильона «Октогон» — в усадьбе Студенец на Красной Пресне
- 1975 — передвижка костёла XVI века (Церковь Вознесения Девы Марии) в г. Мост в Чехии

### Выпрямление исторических зданий
- 1954 — выпрямление звонницы в усадьбе Большие Вязёмы (Голицыно, Московская область)
- 1958 — выпрямление колокольни храма Иоанна Предтечи в Толчковской слободе, Ярославль
- 1965 — выпрямление минарета медресе Улугбека в Самарканде
- 1971 — укрепление Потешного дворца в Московском Кремле
- 1972 — выпрямление минарета мечети Биби-Ханым в Самарканде
- 1988 — последняя работа Генделя — выпрямление 9-этажного здания в Большом Афанасьевском переулке, Москва.

## Награды и звания
- Заслуженный деятель науки и техники РСФСР (1973)[1]
- Орден Трудового Красного Знамени (13.07.1940) — за успешную работу по осуществлению Генерального плана реконструкции Москвы[6]
- Медаль «За оборону Москвы»[3]
- Медаль «За победу над Германией в Великой Отечественной войне 1941—1945 гг.»[3]
- Почётная грамота ЦИК СССР (1934)[4]
- Почётная грамота Латвийской ССР (1945)[4]

## Семья
- Брат — Григорий Матвеевич (Гирш Менделевич) Гендель (22 июня 1908, Двинск — 27 декабря 1989, Москва), историк, заведующий кафедрой истории нового времени Саратовского государственного университета (1942—1946), затем доцент Горьковского государственного университета.

## Публикации

Мемориальная доска Э. М. Генделю в Москве

- Гендель Э. М. Передвижка, подъём и выпрямление сооружений. — М.: Стройиздат, 1975.
- Гендель Э. М. Инженерные работы при реставрации памятников архитектуры. — М.: Стройиздат, 1980.

## Память
В 2018 году в Москве открыли мемориальную доску Эммануилу Генделю. Памятная доска установлена на стене дома 36 на 1-й Тверской-Ямской улице (бывшая улица Горького, дом 64), где жил инженер.